# Johann Rudolf Zumsteeg
Johann Rudolf Zumsteeg (ur. 10 stycznia 1760 w Sachsenflur, zm. 27 stycznia 1802 w Stuttgarcie) – niemiecki kompozytor, dyrygent i wiolonczelista.

## Życiorys
W wieku 10 lat wstąpił do założonej przez księcia Karola Eugeniusza Wirtemberskiego wojskowej akademii Karlsschule w Stuttgarcie. Jego szkolnym kolegą był Friedrich Schiller. Interesował się sztuką, pierwotnie zamierzał zostać rzeźbiarzem, ostatecznie jednak zwrócił się ku muzyce. Uczył się gry na wiolonczeli u Eberharda Malterrego oraz kompozycji u Agostino Poliego. W 1781 roku został wiolonczelistą w książęcej kapeli nadwornej w Stuttgarcie, od 1791 roku był natomiast dyrektorem teatru dworskiego. Od 1785 do 1794 roku uczył muzyki w Karlsschule. W 1793 roku otrzymał stanowisko koncertmistrza dworskiego teatru operowego, dokonując reformy repertuaru, do którego wprowadził dzieła Wolfganga Amadeusa Mozarta. Odpowiedzialny był też za oprawę muzyczną uroczystości dworskich, komponując na te okazje kantaty, utwory instrumentalne i dzieła sceniczne.

## Twórczość
Był autorem 8 oper, w tym Zalaor (wyst. 1787), Tamira (wyst. 1788), Die Geisterinsel (wyst. 1798), Das Plauenfest (wyst. 1801) i Elbondocani (wyst. 1803). Ponadto był autorem 2 symfonii, 10 koncertów wiolonczelowych, 2 koncertów fletowych, koncertu na 2 flety, 2 sonat wiolonczelowych, 3 triów na 3 wiolonczele, 4 duetów, 2 mszy, 14 świeckich i 16 religijnych kantat i muzyki do sztuk scenicznych. Pisał także ballady i pieśni, m.in. do tekstów Friedricha Schillera.
W swojej twórczości czerpał z poezji i literatury, sięgając po wątki orientalne i baśniowe, stając się jednym z prekursorów romantyzmu w muzyce niemieckiej. Największe znaczenie mają pieśni Zumsteega, stanowiące inspirację dla twórców kolejnego pokolenia takich jak Franz Schubert i Carl Loewe. Jego utwory instrumentalne i sceniczne, w tym cieszące się w swoim czasie popularnością opery, nie są natomiast współcześnie wykonywane.